# Elvi Svendsen
Elvi Johanne Svendsen-Carlsen (Copenaghen, 8 gennaio 1920 – Gladsaxe, 7 febbraio 2013) è stata una nuotatrice danese.

## Biografia
E' nuora del lottatore Carl Carlsen.
Vinse la medaglia d'oro nella staffetta 4x100m stile libero agli europei del 1947.
Rappresentatò la Danimarca in due edizioni dei Giochi olimpici: Berlino 1936 e Londra 1948. A Londra vinse la medaglia d'argento nella staffetta 4x100 metri stile libero, gareggiando con le connazionali Eva Arndt-Riise, Karen Margrethe Harup, Greta Andersen e Fritze Carstensen, nuotando nelle batterie.

## Palmarès
- Giochi olimpici estivi

Londra 1948: argento nella 4x100 m sitle libero;
- Europei

Montecarlo 1947: oro nella 4x100 m stile libero.